# 214 (число)
214 (дві́сті чотирна́дцять) — натуральне число між 213 і 215.
- 214 день в році - 2 серпня (у високосний рік 1 серпня).

## В математиці
- 214 є 37-кутним числом.
- 214!!−1 — 205-цифрове просте число.
- 11-те досконале число 2106×(2107−1) має 214 дільників.

## В інших галузях
- 214 рік; 214 рік до н.е.
- ASCII-код символу «Ц» у російській кодовій сторінці.
- В Юнікоді 00D616 — код для символу «Ö» (Latin Capital Letter O With Diaeresis).
- NGC 214 — спіральна галактика з перемичкою (Sbc) у сузір'ї Андромеда.
- Мул-214 — тактичний військово-транспортний літак.